# Emilie Ashurst Venturi
Emilie Ashurst Venturi, född 6 juli 1821, död 1893, var en brittisk kvinnorättskämpe.
Efter att Venturi blivit änka engagerade hon sig ivrigt i kvinnorörelsen. Hon var bestämd motståndare till Contagious Diseases Acts och var redaktör för den av Ladies National Association for the Repeal of the Contagious Diseases Acts utgivna tidskriften The Shield 1871–1886. Hon studerade juridik (trots att lagen förbjöd kvinnor att bli advokater) samt förespråkade bland annat bättre utbildning för kvinnor och kvinnlig rösträtt. Hon var syster till Caroline Ashurst Biggs.